# Cosmotoma suturalis
Cosmotoma suturalis är en skalbaggsart som beskrevs av Gilmour 1955. Cosmotoma suturalis ingår i släktet Cosmotoma och familjen långhorningar. Inga underarter finns listade i Catalogue of Life.